# Font de Conques
La Font de Conques és una font modernista de Isona i Conca Dellà (Pallars Jussà) inclosa a l'Inventari del Patrimoni Arquitectònic de Catalunya. Va ser construïda el 1928 per lo constructor i vehí de Conques Joan Costa Claverol ..

## Descripció
Font d'estil entre romàntic i modernista. Element esfèric amb quatre brolladors i abeuradors que l'envolten en creu. La superfície està aplacada amb pedra vista que segueix les formes corbes del cos central. A sobre té també quatre fanals de forja, una a cada quadrant.

## Història
La data 1928 s'inscriu entre les pedretes de riera o còdols.